# La Neuvelle-lès-Lure
La Neuvelle-lès-Lure est une commune française située dans le département de la Haute-Saône, la région culturelle et historique de Franche-Comté et la région administrative Bourgogne-Franche-Comté.

## Géographie

### Hydrographie
L'Ognon coule du nord au sud.

### Géologie
La Neuvelle-lès-Lure est construite sur le plateau de Haute-Saône dans la dépression sous-vosgienne. Le territoire communal repose sur le bassin houiller stéphanien sous-vosgien.

### Climat
Pour des articles plus généraux, voir Climat de la Bourgogne-Franche-Comté et Climat de la Haute-Saône.
En 2010, le climat de la commune est de type climat de montagne, selon une étude du Centre national de la recherche scientifique s'appuyant sur une série de données couvrant la période 1971-2000. En 2020, Météo-France publie une typologie des climats de la France métropolitaine dans laquelle la commune est exposée à un climat semi-continental et est dans la région climatique  Lorraine, plateau de Langres, Morvan, caractérisée par un hiver rude (1,5 °C), des vents modérés et des brouillards fréquents en automne et hiver. 
Pour la période 1971-2000, la température annuelle moyenne est de 9,7 °C, avec une amplitude thermique annuelle de 17,5 °C. Le cumul annuel moyen de précipitations est de 1 263 mm, avec 13,5 jours de précipitations en janvier et 10,6 jours en juillet. Pour la période 1991-2020, la température moyenne annuelle observée sur la station météorologique de Météo-France la plus proche, « Étobon », sur la commune d'Étobon à 12 km à vol d'oiseau, est de 10,7 °C et le cumul annuel moyen de précipitations est de 1 272,5 mm. 
La température maximale relevée sur cette station est de 38,5 °C, atteinte le 24 juillet 2019 ; la température minimale est de −18 °C, atteinte le 1er mars 2005,,. 
Les paramètres climatiques de la commune ont été estimés pour le milieu du siècle (2041-2070) selon différents scénarios d'émission de gaz à effet de serre à partir des nouvelles projections climatiques de référence DRIAS-2020. Ils sont consultables sur un site dédié publié par Météo-France en novembre 2022.

## Urbanisme

### Typologie
Au 1er janvier 2024, La Neuvelle-lès-Lure est catégorisée commune rurale à habitat dispersé, selon la nouvelle grille communale de densité à sept niveaux définie par l'Insee en 2022.
Elle est située hors unité urbaine. Par ailleurs la commune fait partie de l'aire d'attraction de Lure, dont elle est une commune de la couronne,. Cette aire, qui regroupe 33 communes, est catégorisée dans les aires de moins de 50 000 habitants,.

### Occupation des sols
L'occupation des sols de la commune, telle qu'elle ressort de la base de données européenne d’occupation biophysique des sols Corine Land Cover (CLC), est marquée par l'importance des territoires agricoles (50,4 % en 2018), en diminution par rapport à 1990 (52,4 %). La répartition détaillée en 2018 est la suivante : 
terres arables (26,5 %), zones industrielles ou commerciales et réseaux de communication (26,2 %), forêts (17,4 %), prairies (15,6 %), zones agricoles hétérogènes (8,3 %), zones urbanisées (6 %). L'évolution de l’occupation des sols de la commune et de ses infrastructures peut être observée sur les différentes représentations cartographiques du territoire : la carte de Cassini (XVIIIe siècle), la carte d'état-major (1820-1866) et les cartes ou photos aériennes de l'IGN pour la période actuelle (1950 à aujourd'hui).

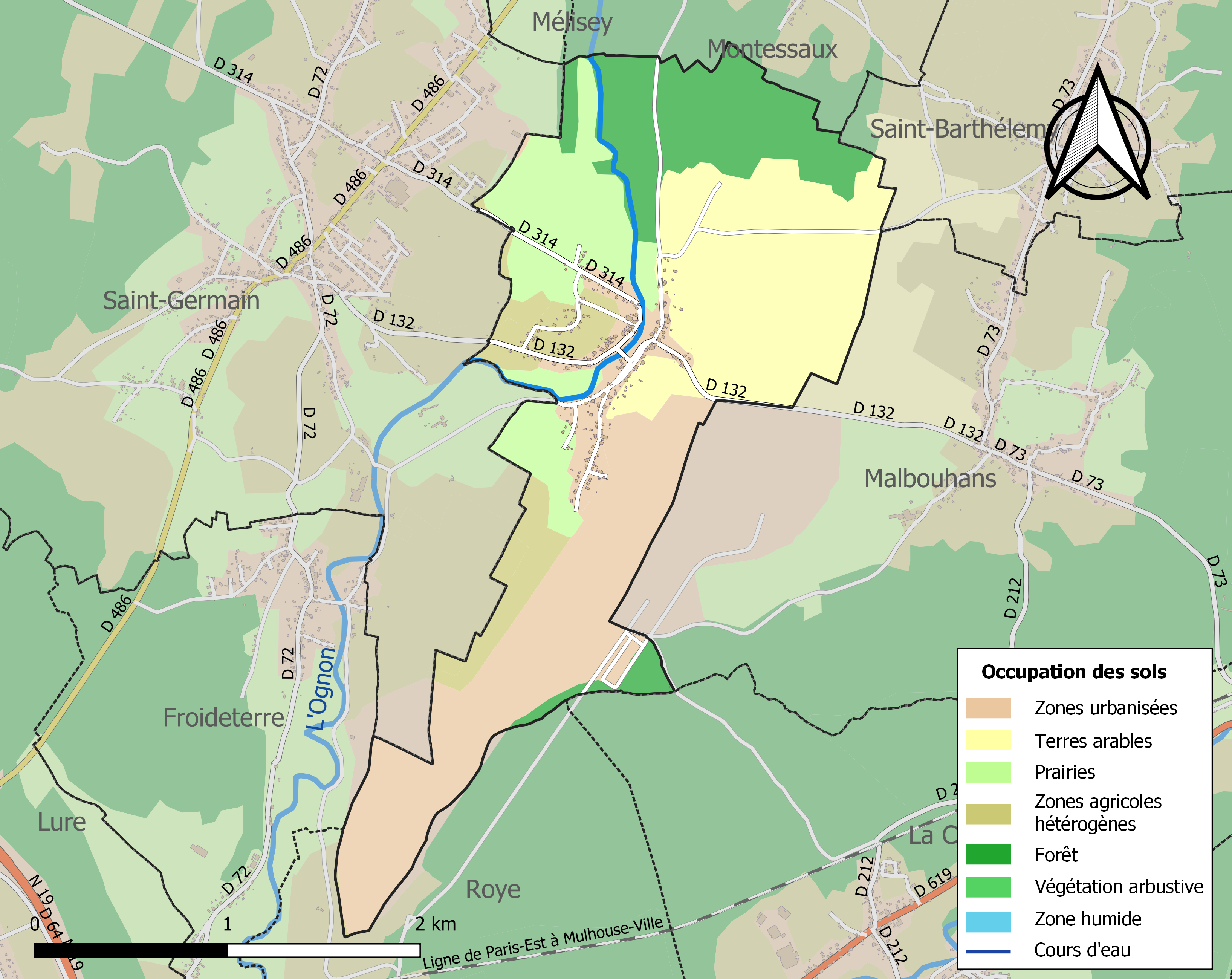
Carte des infrastructures et de l'occupation des sols de la commune en 2018 (CLC).

### Projet d'aménagement et paysage
La commune fait partie du plan local d'urbanisme intercommunal (PLUi) de la communauté de communes du pays de Lure (CCPL), document d'urbanisme de référence pour la commune et toute l'intercommunalité approuvé le 26 juin 2018. La Neuvelle-lès-Lure fait également partie du SCOT du pays des Vosges saônoises, un projet de territoire visant à mettre en cohérence l'ensemble des politiques sectorielles, notamment en matière d’habitat, de mobilité, d’aménagement commercial, d’environnement et de paysage.

## Toponymie
Subtus novam villam en 1209, La Novale ensuite.

## Histoire

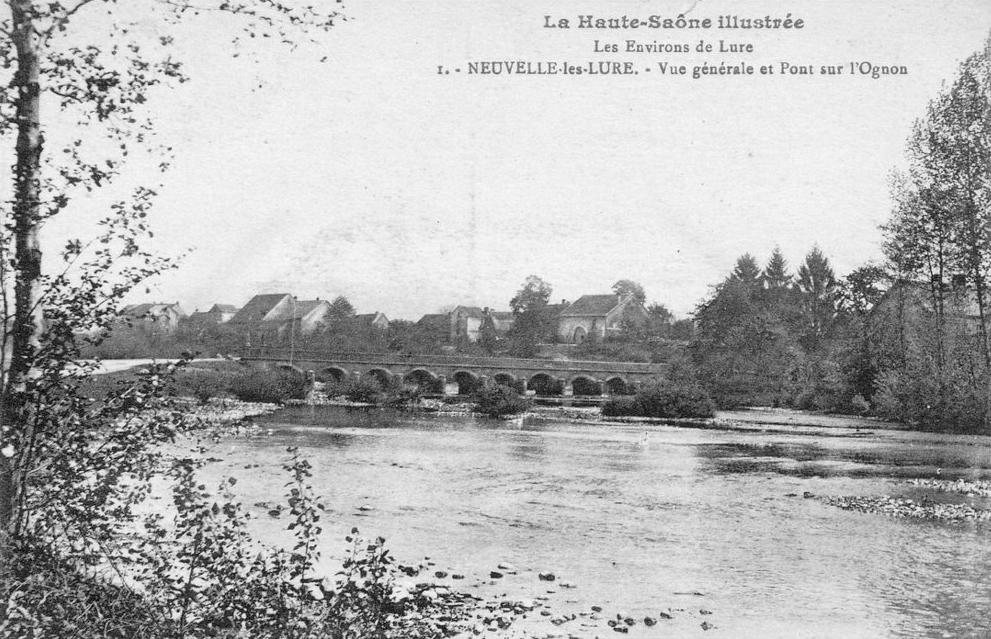
Le village au début du XXe siècle.

En 1855 ont été découvertes à proximité d'une voie romaine une centaine de médailles en argent.
Après la découverte du gisement de houille dans le secteur, le territoire communal est intégré en juin 1914 dans la concession de Saint-Germain, d'une superficie de 5 308 ha. Aucun chantier d'exploitation n'a lieu, retardé par les guerres mondiales, les crises du charbon et l'incertitude d'une rentabilité.

## Politique et administration

### Rattachements administratifs et électoraux
La Neuvelle-lès-Lure fait partie de l'arrondissement de Lure du département de la Haute-Saône, en région Bourgogne-Franche-Comté.
La commune était historiquement rattachée depuis la Révolution française au canton de Lure. Celui-ci a été scindé en 1985 et la commune rattachée au canton de Lure-Nord. Dans le cadre du redécoupage cantonal de 2014 en France, la commune fait désormais partie du Canton de Lure-2.
La commune de La Neuvelle-lès-Lure fait partie du ressort des tribunaux d'instance, du conseil de prud'hommes et des baux ruraux de Lure, du tribunal des affaires de Sécurité sociale du Territoire de Belfort, du tribunal de grande instance du tribunal de commerce et de la  cour d'assises de Vesoul, ainsi que de la cour d'appel de Besançon.
Dans l'ordre administratif, la commune est rattachée au tribunal administratif de Besançon et à la cour administrative d'appel de Nancy,.

### Intercommunalité
La commune est membre de la communauté de communes du pays de Lure, créée au 1er janvier 1999.

Carte départementale représentant en rouge la communauté de communes du pays de Lure.

### Tendances politiques et résultats
La Neuvelle-lès-Lure est une commune marquée par sa forte tendance à la droite et surtout à l'extrême droite.
|      | 1er         | 2e           | 3e         | 4e          | 5e               |
| ---- | ----------- | ------------ | ---------- | ----------- | ---------------- |
| 2019 | RN 35,16 %  | LREM 19,53 % | LR 12,50 % | EÉLV 7,81 % | PS 4,69 %        |
| 2014 | FN 40,32 %  | UMP 22,58 %  | PS 12,90 % | FG 5,65 %   | EÉ 4,84 %        |
| 2009 | UMP 29,73 % | PS 19,82 %   | EÉ 12,61 % | FN 9,01 %   | NPA 9,01 %       |
| 2004 | PS 26,36 %  | UMP 20,00 %  | FN 19,09 % | UDF 8,18 %  | Les Verts 8,18 % |

|      | 1er tour              | 1er tour              | 1er tour               | 1er tour                 | 1er tour              | 2e tour               | 2e tour               |
|      | 1er                   | 2e                    | 3e                     | 4e                       | 5e                    | 1er                   | 2e                    |
| ---- | --------------------- | --------------------- | ---------------------- | ------------------------ | --------------------- | --------------------- | --------------------- |
| 2017 | Le Pen (FN) 37,33 %   | Fillon (LR) 19,11 %   | Macron (EM) 15,56 %    | Mélenchon (LFI) 15,56 %  | Hamon (PS) 4,44 %     | Le Pen (FN) 58,65 %   | Macron (EM) 41,35 %   |
| 2012 | Le Pen (FN) 30,23 %   | Hollande (PS) 26,98 % | Sarkozy (UMP) 21,86 %  | Mélenchon (PG) 12,56 %   | Bayrou (MoDem) 4,65 % | Hollande (PS) 54,55 % | Sarkozy (UMP) 45,45 % |
| 2007 | Sarkozy (UMP) 25,68 % | Le Pen (FN) 24,32 %   | Royal (PS) 20,72 %     | Bayrou (UDF) 16,22 %     | Laguiller (LO) 3,60 % | Sarkozy (UMP) 54,29 % | Royal (PS) 45,71 %    |
| 2002 | Le Pen (FN) 30,17 %   | Chirac (RPR) 16,76 %  | Laguiller (LO) 13,41 % | Chevènement (MDC) 8,38 % | Jospin (PS) 6,70 %    | Chirac (RPR) 65,95 %  | Le Pen (FN) 34,05 %   |

Ce tableau montre la volonté de dégagisme qui attire l'électorat de la Neuvelle-lès-Lure. En 2002, le président sortant Jacques Chirac arrive bien loin derrière le populiste Jean-Marie Le Pen. Quant au Premier ministre sortant Lionel Jospin, il ne recueille pas plus de 6,7 % des voix, un score très faible pour le Parti socialiste. Si 2007 voit l'arrivée de l'UMP en tête des suffrages, c'est sans doute parce que le discours de Nicolas Sarkozy était volontiers un discours de rupture avec la présidence Chirac. 2012 suit la même tendance, puisque le président sortant n'arrive qu'en troisième place à la Neuvelle-lès-Lure, et est largement battu au second tour (plus largement qu'à l'échelle nationale). En 2017 à nouveau, le parti du président sortant ne dépasse pas le seuil des 5 %, et Emmanuel Macron, ministre sous François Hollande, est puni par les électeurs et électrices de la Neuvelle-lès-Lure qui le placent en troisième position à égalité avec le candidat populiste de gauche Jean-Luc Mélenchon. Le second tour accentue le phénomène en plaçant Marine Le Pen devant le candidat En Marche, tendance inverse à celle observée dans la population française dans son ensemble.

### Liste des maires

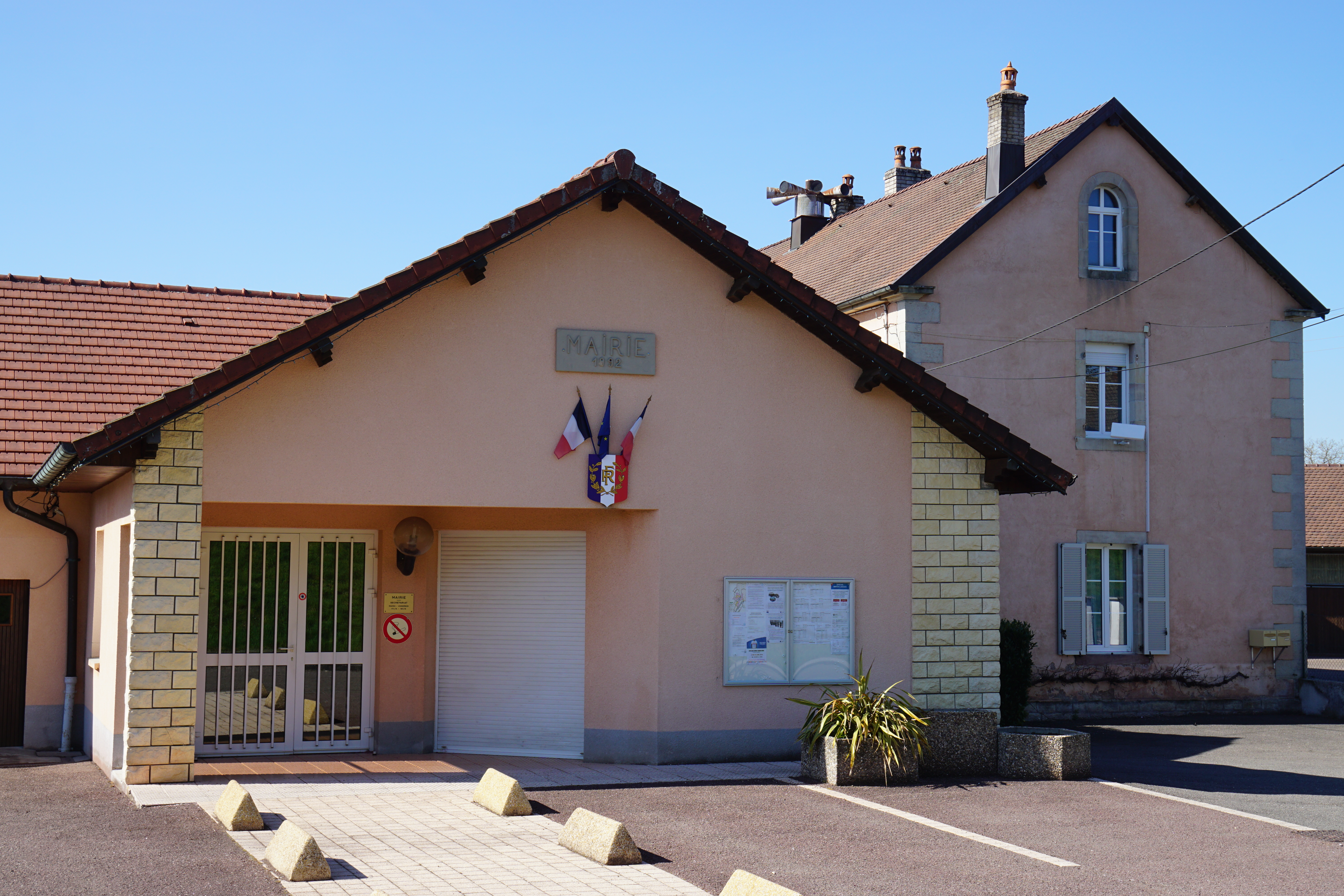
La mairie.

| Période                                  | Période                       | Identité             | Étiquette | Qualité              |
| ---------------------------------------- | ----------------------------- | -------------------- | --------- | -------------------- |
| Les données manquantes sont à compléter. |                               |                      |           |                      |
| 1959                                     | mars 2014                     | Georges Laroyenne    |           | Agriculteur retraité |
| mars 2014,                               | En cours (au 31 juillet 2016) | M. Dominique Laffage |           | Retraité             |

## Population et société

### Démographie
En 2022, la commune de La Neuvelle-lès-Lure comptait 304 habitants. À partir du XXIe siècle, les recensements réels des communes de moins de 10 000 habitants ont lieu tous les cinq ans. Les autres « recensements » sont des estimations.
| 1793 | 1800 | 1806 | 1821 | 1831 | 1836 | 1841 | 1846 | 1851 |
| ---- | ---- | ---- | ---- | ---- | ---- | ---- | ---- | ---- |
| 345  | 340  | 414  | 414  | 492  | 474  | 465  | 472  | 487  |

| 1856 | 1861 | 1866 | 1872 | 1876 | 1881 | 1886 | 1891 | 1896 |
| ---- | ---- | ---- | ---- | ---- | ---- | ---- | ---- | ---- |
| 454  | 460  | 459  | 452  | 476  | 451  | 430  | 426  | 386  |

| 1901 | 1906 | 1911 | 1921 | 1926 | 1931 | 1936 | 1946 | 1954 |
| ---- | ---- | ---- | ---- | ---- | ---- | ---- | ---- | ---- |
| 364  | 366  | 328  | 287  | 273  | 269  | 255  | 256  | 311  |

| 1962 | 1968 | 1975 | 1982 | 1990 | 1999 | 2006 | 2011 | 2016 |
| ---- | ---- | ---- | ---- | ---- | ---- | ---- | ---- | ---- |
| 253  | 242  | 249  | 257  | 254  | 280  | 324  | 336  | 333  |

| 2021 | 2022 | - | - | - | - | - | - | - |
| ---- | ---- | - | - | - | - | - | - | - |
| 314  | 304  | - | - | - | - | - | - | - |

### Éducation

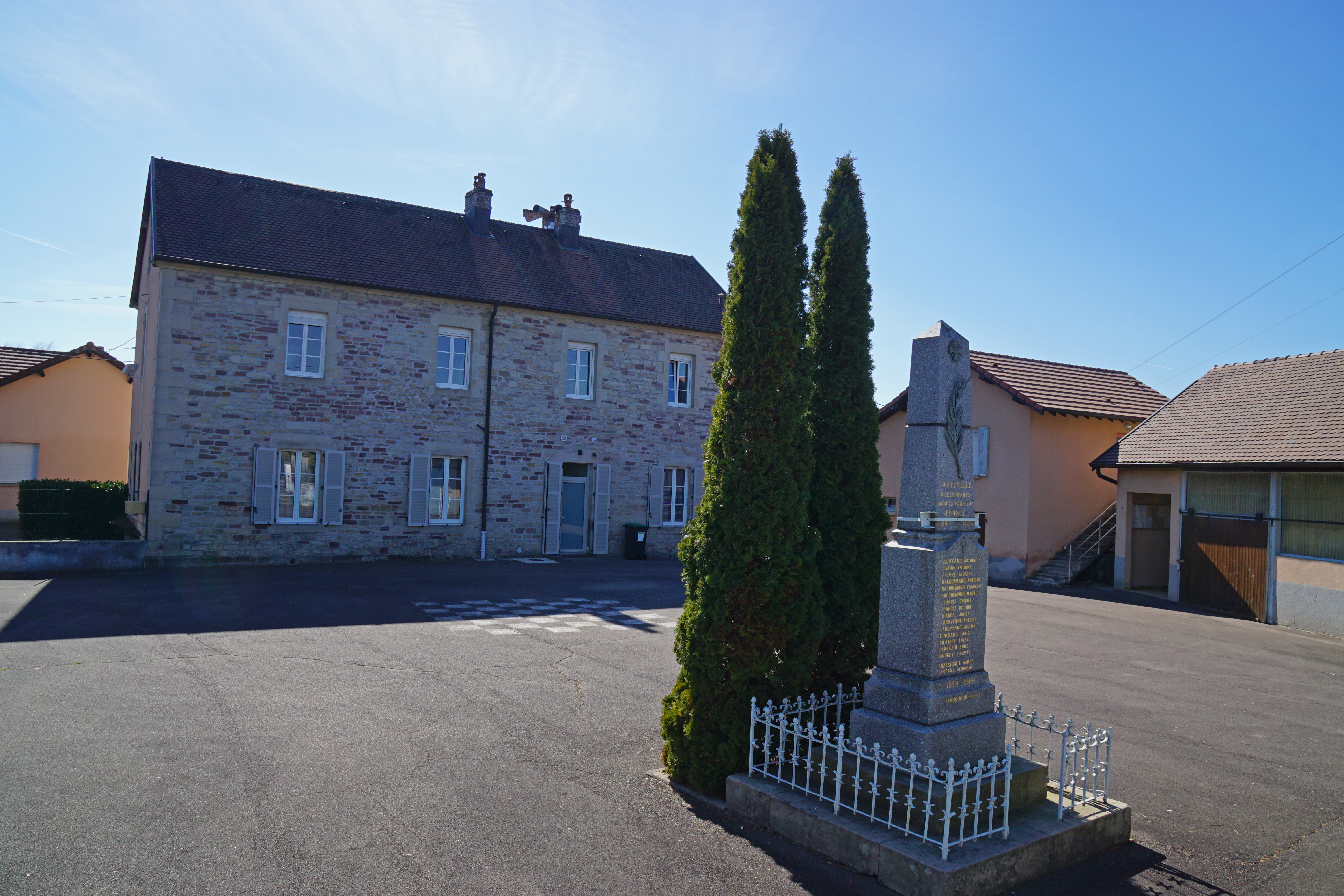
L’ancienne école.

La commune disposait d'une école.

## Économie
La majorité des habitants travaillent à Lure. On peut ainsi considérer le village comme une banlieue de Lure.
En 2021, EDF Renouvelables projette d’installer une centrale photovoltaïque sur le site de l'ancien aérodrome de Lure - Malbouhans. Celle-ci occuperait une surface de 13 ha pour une puissance crête de 17,5 MW (le projet initial prévoyait le double), elle permettrait de couvrir la consommation électrique de 8 844 habitants hors chauffage, soit près de moitié des foyer de la communauté de communes du pays de Lure. Le projet fait l'objet d'une enquête publique début 2025.

## Culture locale et patrimoine

### Lieux et monuments
- L'aérodrome de Malbouhans, ancienne base de l'OTAN et situé au sud du territoire communal, classée ZNIEFF[30] ;
- le pont sur l'Ognon ;
- le monument aux morts ;
- calvaires.

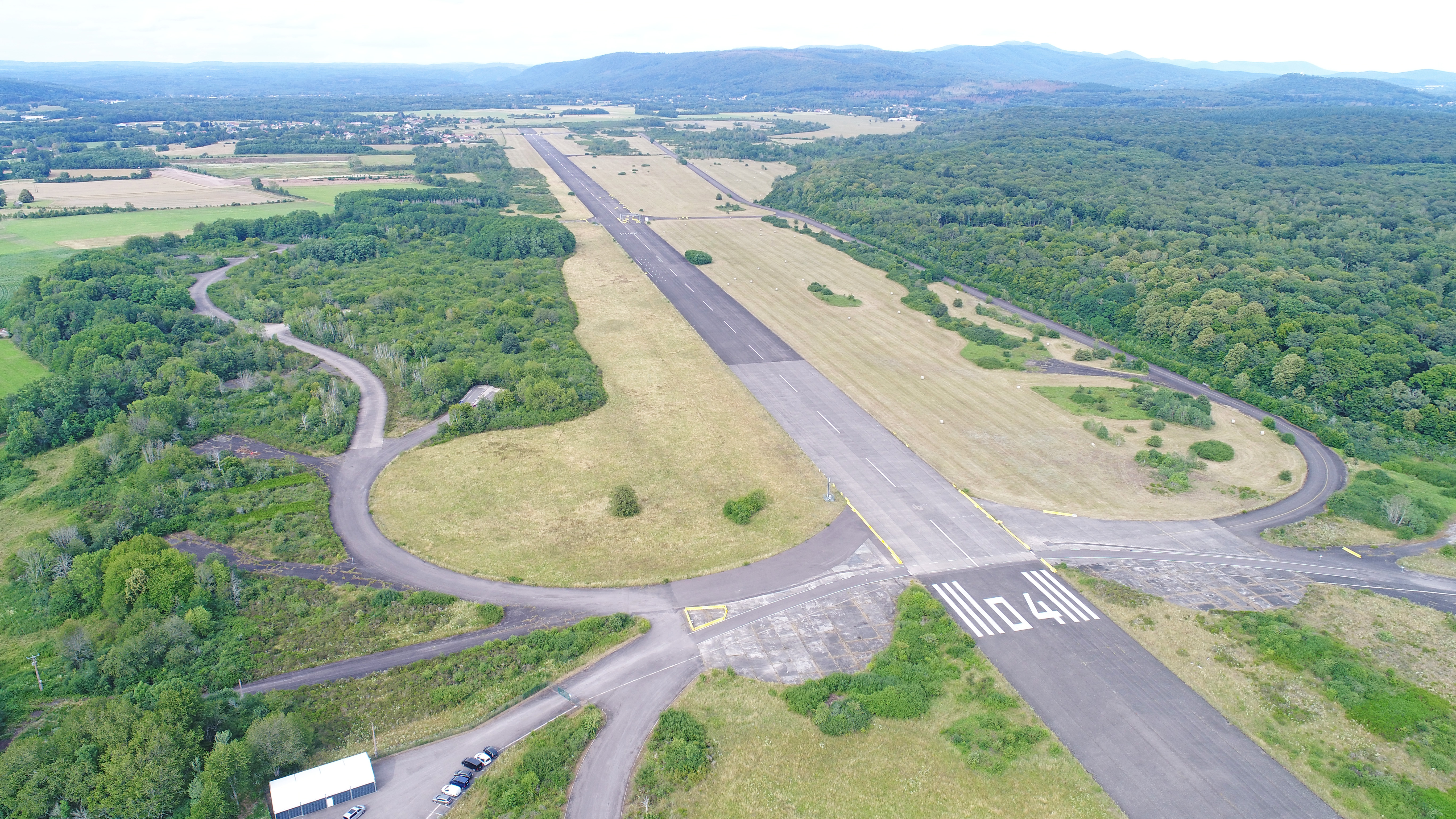
Zone de l'aérodrome situé à La Neuvelle-lès-Lure.
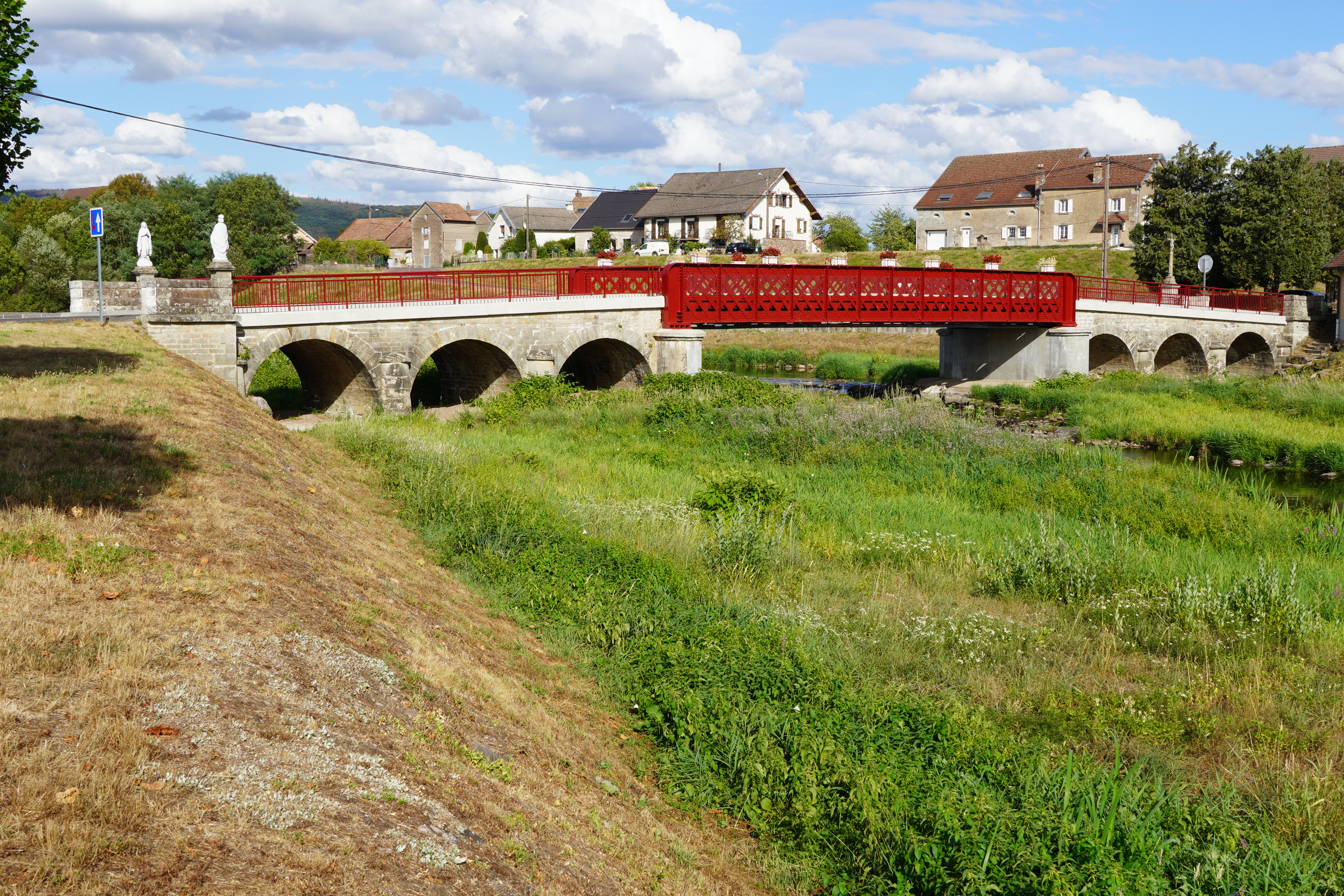
Le pont sur l'Ognon.
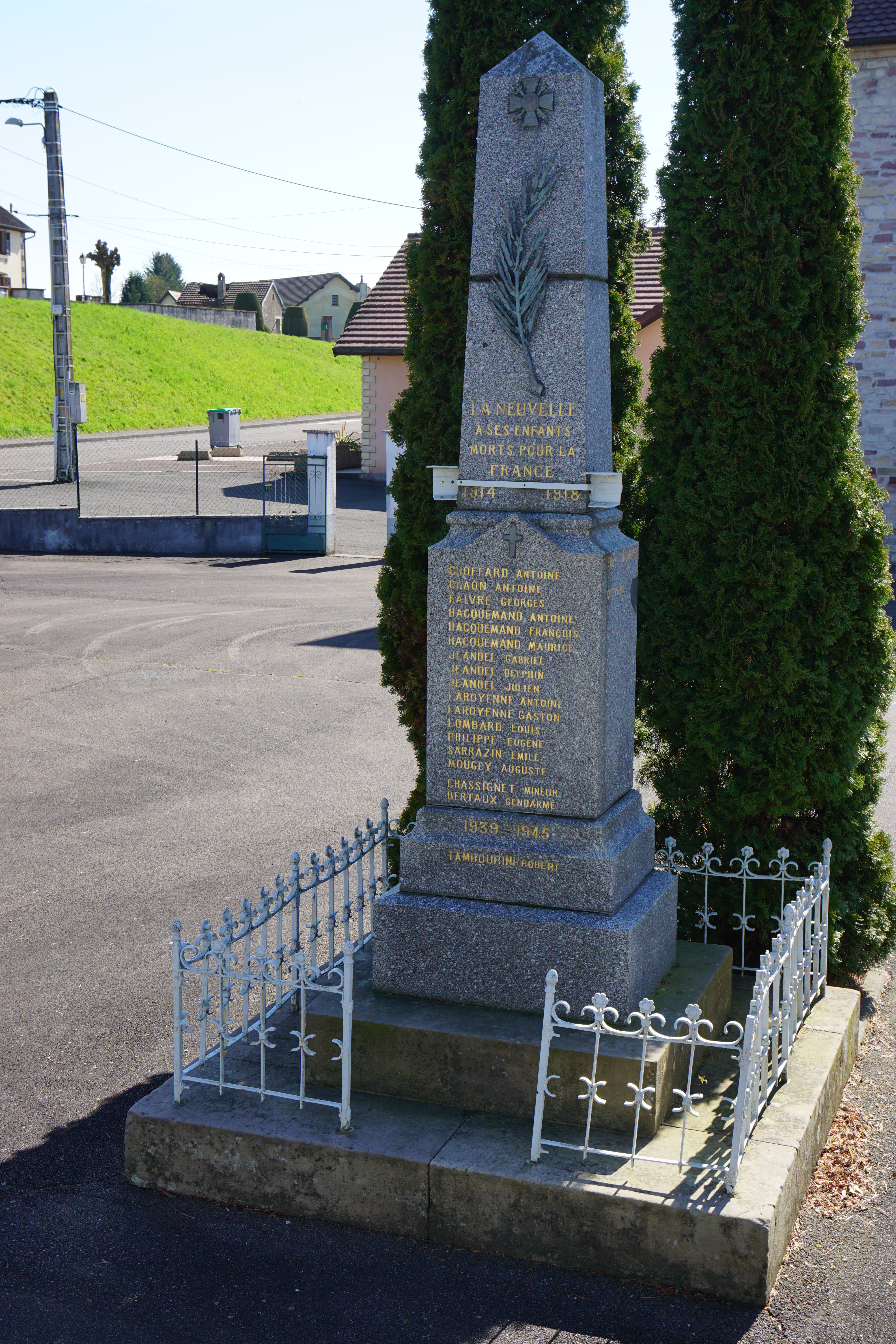
Monument aux morts.
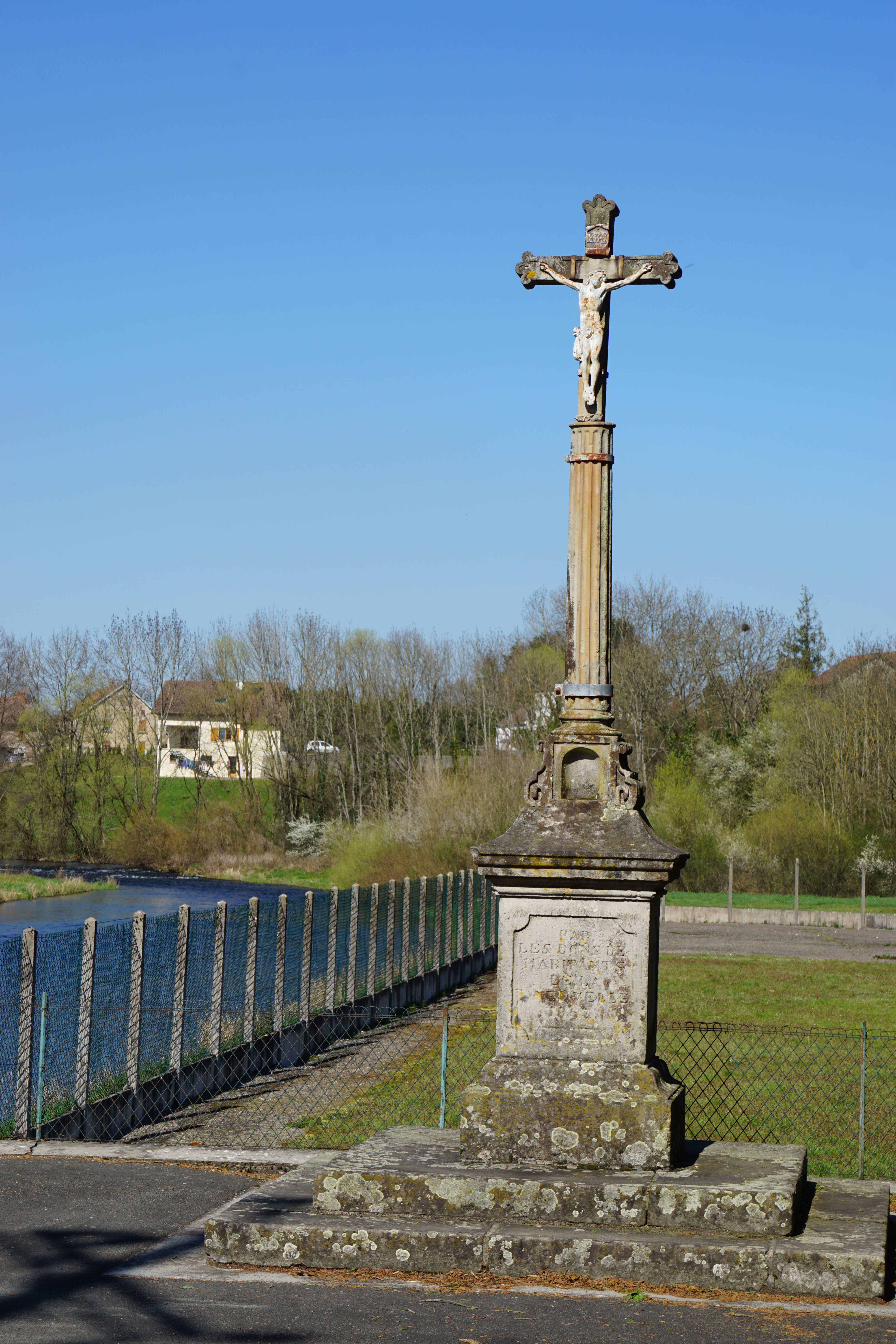
Un calvaire.

### Héraldique
|  | Les armes de la commune se blasonnent ainsi : Coupé : au premier de gueules plain, au second d'azur à la roue de moulin d'argent en pointe ; au pont droit d'une arche d'or brochant sur la partition. |